# Ян Вэйн
Ян Вэйн (англ. Jan Vayne); псевдоним, настоящее имя Ян Венье (нидерл. Jan Veenje, род. 9 июня 1966 года, Зёйдволде, Дренте) — нидерландский пианист, композитор, художник.
В 4 года начал играть на фортепиано, с 10 лет выступает с сольными концертами.
В 1990 году Ян заканчивает обучение в консерватории по классу классической музыки, а в 1991 — после нескольких выступлений по нидерландскому телевидению — о Яне заговорила страна.
В 1997 году завоёвывает международное признание — молодого, талантливого пианиста приглашают в США, где он даёт ряд концертов для американской публики, восхищенной его мастерством и виртуозностью исполнения музыкальных произведений. В Вашингтоне в Библиотеке Шекспира Ян даёт знаменитый концерт на балу, посвященному инаугурации президента Клинтона в честь его второго избрания на должность президента.
На родине Ян Вэйн известен не только как виртуоз, импровизатор и продюсер, но и как одарённый художник; в 1999 году в Амстердаме Ян открыл собственную галерею «Vayne Arts».
В 2002 году Ян посетил Москву, где выступал с Рождественскими концертами с хором Holland Boys Choir и записал DVD вместе с Московским симфоническим оркестром.
В 2003 году вместе с дирижёром Erik Waarts Ян основал собственный симфонический оркестр «The New Symphonic Experience».
Особую популярность Яну Вэйну принесло сотрудничество с известным диджеем и продюсером Армином ван Бюреном. Вместе они создали уникальные импровизации, в которых классическая музыка неповторимым образом сочетается с современным направлением клубной танцевальной музыки в стиле транс. Вершиной популярности их сотрудничества стала композиция «Serenity» (Sensation White 2005).
В настоящее время Ян дает много сольных концертов, работает над созданием новых альбомов, успешно сотрудничает с известным нидерландским исполнителем органной музыки и дирижёром nl:Martin Mans, популярной в Нидерландах певицей nl:Petra Berger Петра Бергер и др.

## Дискография
- Colours of my mind (1991)
- Living Colours (1992)
- Hang on to a dream (1993)
- Vanity (1994)
- Classics & Pop (1996)
- Secrets of Silence (1997)
- The Christmas Album, Paintings of the Seasons (1998)
- Media Plaza (1999)
- Metamorphosis (2000)
- Romantic Popsongs, Improvisations on Hymns, Psalmen (2003)
- Classical Trancelations (2004)
- Twee klaviervirtuozen (2007)
- Twee Klaviervirtuozen II, Liederen van Joh. de Heer (2008)